# Mary King's Close
Mary King's Close est une ruelle située dans le cœur historique d'Édimbourg, en Écosse. Elle est située dans la vieille ville d'Édimbourg, près de Royal Mile. 
Le nom de cette ruelle provient de Mary King, une marchande bourgeoise qui y résidait au XVIIe siècle. 
Cet endroit a été démoli afin de réaliser un nouveau bâtiment. Ce lieu a été inaccessible au public mais a été rouvert au public en 2003.  
Il existe des légendes urbaines (histoires de hantises et de meurtres) à son propos.

## Hantises
Selon plusieurs légendes, Mary King's Close aurait la réputation d'être hantée depuis le XVIIe siècle. Le biogaz aurait pu s'échapper et créer des lumières étranges, ce qui aurait pu être la cause de ces rumeurs. Ce gaz aurait aussi pu être la cause d'hallucinations…